# Tecnologia aplicada a l'agricultura a l'Àfrica
La digitalització ha canviat progressiva i radicalment el sector agrícola a l'Àfrica, i podria ser clau per l'erradicació de la pobresa mitjançant la modernització de l'agricultura a petita escala, gràcies a projectes innovadors i a l'intercanvi de coneixements. Segons organitzacions com la ONG Solidaridad Network, o el Banc Mundial, creuen que les tecnologies digitals podrien crear llocs de feina per joves al sector agricultor, promovent l'activitat econòmica i millorant la seguretat alimentària.

## Digitalització
La digitalització podria ajudar des de l'assistència mitjançant missatges de veu o text, o amb aplicacions mòbils amb contingut d'assessorament multimèdia pels camperols, sobre eines i materials agrícoles o fins i tot amb informació sobre consumidors i les seves demandes i tendències. Noves tecnologies com els drons o sistemes de satèl·lit, serien de gran ajuda per informar-los sobre activitats, cultius, temps de plantació entre altres comunicacions.
La digitalització va transformar els primers anys del segle xxi, i va produir una metamorfosi constant a l'agricultura africana, a Ghana, per exemple, diverses plataformes en línia van proporcionar serveis accessibles als agricultors, amb missatges de veu i assessorament via SMS o informació sobre com accedir als mercats i als serveis d'extensió. A altres parts del continent africà, organitzacions internacionals ajudaven a proporcionar assessorament concís, amb la utilització de drons.
Segons dades de l'informe The Digitalisation of African Agriculture Report, 2018-2019, la indústria de l'agricultura digital en el continent africà va augmentar considerablement, la xifra de camperols subscrits als serveis digitals va créixer entre un 40% i un 45% anualment del 2017 al 2019. Amb una estimació d'ingressos anuals de l'agricultura que comptava amb suport digital, d'uns 140 milions de dòlars, amb una tendència que previsiblement continuaria durant els següents anys, per part d'un creixent nombre de proveïdors que donaven aquests serveis, alguns d'ells generaven cada any 90 euros d'ingressos per agricultor.

## Desafiaments dels Minifundis
Els petits agricultors i les poblacions rurals majoritàriament només tenien accés a menys de dos acres de terra, produïen més del 80% dels aliments a l'Àfrica subsahariana, així doncs, estava a les mans d'aquests agricultors poder aconseguir que la transformació digital a l'Àfrica fos un èxit, a més, van haver de fer front a barreres polítiques, econòmiques, socials, culturals i institucionals, amb accés limitat a la informació sobre mercats, capitals, tinences de terra, o als inputs agrícoles bàsics com fertilitzants o llavors.
Les polítiques governamentals i l'afluència d'estrangers en l'acaparament de terres a molts països africans empitjoraren la situació a països com Etiòpia, Ghana o Sudan del Sud. Problemes ambientals com l'erosió del sòl i el canvi climàtic, sequeres, l'augment de les temperatures i el fenomen de "El niño" van deixar a la dècada dels 10 del segle XXI gairebé tretze milions de persones de Kènia, Etiòpia i Somàlia en situació d'assistència humanitària.
La petita agricultura, lligada a l'agricultura tradicional a tot el continent, debilitava la capacitat per beneficiar-se plenament de la revolució digital, i la limitació de connectivitat a zones rurals ho complicava encara més. Fins i tot camperols que tenien accés de connexió, no podien accedir als serveis de digitalització agrícola per manca de recursos econòmics per adquirir aquests serveis.

## Incorporació a la digitalització
A finals del 2019 es van aconseguir avançaments per garantir que petits agricultors incorporessin l'agricultura digital al seu dia a dia. Uns 33 milions de persones, aproximadament el 13% de tots els petits agricultors i pastors de l'Àfrica subsahariana, ja estaven registrats per rebre serveis com actualitzacions climàtiques i vincles de mercat. Serveis d'assessorament com el d'Etiòpia, tenia uns quatre milions d'usuaris, caracteritzats per ser un servei gratuït i adjudicat en els idiomes locals. El lideratge en termes de digitalització agrícola a l'entrada dels 20 del segle XXI era el de Kènia, amb una col·laboració fonamentada entre l'agricultura i les telecomunicacions.

## El futur digital agrícola
Estratègies per connectar-se als serveis digitals dels petits camperols, difuminar les fronteres entre els diferents sectors, i involucrar l'economia del continent. Situar-ho dins de programes més amplis de desenvolupament i de reducció de pobresa, programes d'educació per millorar les capacitats dels agricultors a utilitzar i treure'n profit de les tecnologies digitals.
Les tecnologies digitals agrícoles a països d'altres continents com a la Xina, associats amb importants plataformes, van aconseguir grans resultats als sectors agrícoles rurals el 2018-2019, amb un increment de la productivitat i dels ingressos.